# Мисліта
Мисліта (староцерк.-слов. myslite) — назва літери в глаголиці та старокирилиці.
Використання
У глаголиці мисліта використовувалася для позначення губно-носового звука /m/ і числа 60. У старокирилиці вона також позначала звук /m/, але її числове значення було 40.
Символи
- Глаголичний символ мисліти має характерну округлу форму, яка є типовою для глаголичних літер.
- У кирилиці символ дуже подібний до грецької літери «мі» (μ), що підкреслює зв'язок між старослов'янською абеткою та грецькою писемністю, яка вплинула на її формування.

Історичний контекст
Літера мисліта була частиною старослов'янської писемності, розробленої Кирилом і Методієм для перекладу християнських текстів. Глаголиця стала основою для старокирилиці, що поширилася на слов'янські землі, включаючи Болгарію, Русь та Сербію.
Числове значення
Система числових значень літер у глаголиці та кирилиці дозволяла використовувати алфавіт для запису чисел. Значення мисліти в обох системах було різним:
- У глаголиці: 60
- У кирилиці: 40

Сучасне значення
Сьогодні мисліта має переважно історико-культурне значення, і її вивчають як частину історії слов'янських мов, писемності та культури.
| oblo mislite s Baščanske ploče | uglato mislite s Baščanske ploče | uglato mislite |
| кругла з бащанської дошки.     | пряма з бащанської дошки         | пряма          |